# Afrikanskt honungsbi
Det Afrikanska honungsbiet (Apis mellifera scutellata) är en underart till honungsbiet. Dess naturliga miljö är central och Sydafrika, däremot ersätts den allra längst i söder av kaphonungsbiet (Apis mellifera capensis).
Denna underart har fastställts utgöra en anfader till den variant av honungsbiet som kallas mördarbi, som spridits genom Amerika.
Det afrikanska biet är hotat av ankomsten av kaphonungsbiet i norra Sydafrika. Om en kvinnlig arbetare från kapbiens koloni inträder i en afrikansk bikupa, blir hon inte attackerad, dels på grund av likheten med den afrikanska bidrottningen. Nu är hon självständig från sin egen koloni och kan därför börja lägga ägg och eftersom kaphonungsbiarbetare är kapabla till partenogenes reproduktion, kommer de att kläckas som "kloner", som i sin tur också lägger ägg. Som ett resultat kommer parasitism (kaphonungsbiarbetare) öka i antal inom värdkolonin. Detta leder till att kolonins värd, som de är beroende av, dör. En viktig faktor som leder till en kolonis död tycks vara det minskande antalet av afrikanska honungsbiarbetare som genomför näringssökande arbeten (kaphonungsbiarbetare är enormt underrepresenterade i sökandet efter näring hos en infekterad koloni) vilket leder till att drottningen dör, men innan drottningen dör, börjar konkurrensen om äggläggning mellan kaphonungsbiarbetare och drottningen. När kolonin dör, söker kaphonungshonorna upp en ny värdkoloni.